# Marsupella brevissima
Marsupella brevissima là một loài rêu tản trong họ Gymnomitriaceae. Loài này được (Dumort.) Grolle miêu tả khoa học lần đầu tiên năm 1965.